# 快樂小兔幸運草
快樂小兔幸運草（Happy Happy Clover）是由龍山沙由里創作並插圖的日本生活漫畫系列，該系列於2005年8月至2008年11月在Shogakukan的shōjo雜誌Ciao中進行了連載。2006年4月至2008年11月，連續出版了五卷單行本。Viz Media目前持有漫畫系列的許可證。
本作品有兩款遊戲，都只在日本發行。

## 劇情概要
Chima是一隻年輕的母兔，生活在新月森林中，這是一片人類未曾接觸過的森林。作為樂和春的朋友，她過著相當不錯的生活，但她想和她崇拜但被認為太年輕的雄兔 Tabi-Usagi San 一起旅行。有一天她上學遲到，Gaku 取笑她遲到。與此同時，Hoot教授宣布了一位新學生的到來：Meru。四人探索他們居住的森林，在成長過程中擺脫困境並學習知識，與此同時，Chima 設定了目標，說服 Tabi-Usagi San 帶她去旅行。